# Ingeniero Juárez
Ingeniero Juárez is een plaats in het Argentijnse bestuurlijke gebied Matacos in de provincie Formosa. De plaats telt 10.357 inwoners.